# Errol Aguilera
Errol Aguilera (ur. 24 maja 1978 w Port-of-Spain) – trynidadzko-tobagijski bobsleista. Uczestnik Zimowych Igrzysk Olimpijskich 2002 w Salt Lake City, gdzie wraz z Gregorym Sunem zdobył 37., ostatnie miejsce wśród załóg, które dotarły do mety. Na tych zawodach zastąpił Andrew McNeilly’ego po drugim zjeździe.